# عثمانلی (گول‌آغاچ)
عثمانلی (به ترکی استانبولی: Osmanlı) یک منطقهٔ مسکونی در ترکیه است که در گول‌آغاچ واقع شده‌است.